# Helmut Erb
Helmut Erb (* 1945 in Speyer) ist ein deutscher Trompeter sowie Hochschullehrer und Hochschulpräsident in Würzburg.

## Werdegang
Helmut Erb durchlief bei seiner musikalischen Ausbildung zwischen 1961 und 1968 die Staatliche Hochschule für Musik und Darstellende Kunst Mannheim. Es folgten weitere Studien an der Staatlichen Hochschule für Musik und Darstellende Kunst in Stuttgart bei Heinz Burum. In Paris lernte er bei Jean Pirot.

## Tätigkeit
1968 war er Erster Solotrompeter bei den Stuttgarter Philharmonikern, 1969 wurde er als Erster Solotrompeter an die Badische Staatskapelle Karlsruhe berufen. Erb nahm in dieser Zeit weiter Privatunterricht bei Professor Adolf Scherbaum. 1970 wechselte er als Erster Solotrompeter an das Radio-Sinfonieorchester Frankfurt. Seitdem betreibt Erb eine intensive solistische Tätigkeit in verschiedener Besetzung. Die in den Orchestern gesammelten Erfahrungen gibt Helmut Erb seit 1979 als Dozent, seit 1982 als Professor für Trompete und Bläsermethodik an der Musikhochschule in Würzburg wie auch in Meisterkursen im In- und Ausland an seine Schülerinnen und Schüler weiter. Zu seinen Schülern zählen Werner Heckmann und Johann Konnerth.
Helmut Erb wurde 2007 zum Präsidenten der Hochschule für Musik Würzburg ernannt. Als Gastdozent wirkte er an der Yonsei-Universität Seoul und an der North-Western University Chicago.

## Südwestdeutsche Barocksolisten
Helmut Erb gründete 1982 die Südwestdeutschen Barocksolisten, die unter anderem mit hoher Trompete, Oboe, Fagott, Kontrabass und Cembalo besetzt sind. Helmut Erb arrangiert für diese ungewöhnliche Formation – der barocken Tradition folgend – originale Vorlagen, die er auf die speziellen Bedürfnisse und Möglichkeiten der sieben Musiker hin abstimmt.